# Прејли округ
Прејли (лет. Preiļu rajons, рус. Прейльский район) је округ у републици Летонији, у њеном југоисточном делу. Управно средиште округа је истоимени градић Прејли. Округ припада историјској покрајини Латгале.

Прејли округ је унутаркопнени округ у Летонији. На истоку се округ граничи са округом Резекне, на југоистоку са округом Краслава, на југу са округом Даугавпилс, на западу са округом Јекабпилс и на северу са округом Мадона.
Округ Прејли је етнички мешовит, пошто Летонци чине близу 70%, а Руси и Белоруси око 30%.

## Градови
- Пренли
- Ливани